# Język kambera
Język kambera, także sumba wschodni (hilu Humba) – język austronezyjski używany w indonezyjskiej prowincji Małe Wyspy Sundajskie Wschodnie, we wschodniej części wyspy Sumba. Według danych z 2009 roku posługuje się nim 240 tys. osób.
Służy jako lingua franca wschodniej Sumby. Jest silnie rozdrobniony gwarowo, przy czym dialekty cechują się różnym poziomem wzajemnej zrozumiałości. Blisko spokrewniony z językiem mamboru.
W użyciu jest także język indonezyjski. Indonezyjski dominuje na terenach wzdłuż wybrzeża i w większych miejscowościach (Waingapu, Melolo), do czego przyczynia się zróżnicowanie etniczne.
Istnieje duży zbiór materiałów poświęconych temu językowi. Pierwsze dane (o charakterze leksykalnym) pochodzą z XIX w. Badaniem języka kambera zajmowała się m.in. Marian Klamer, autorka opracowania gramatycznego z 1998 r.  Jest zapisywany alfabetem łacińskim. 